# Détournement du vol SAS 130
Le détournement du vol SAS 130 est à ce jour la seule affaire de détournement aérien qu'ait connue la Suède. L'avion, qui effectue une liaison entre Göteborg et Stockholm, est détourné le 15 septembre 1972 par un commando de trois nationalistes croates. Les pirates obligent le pilote à atterrir à Malmö, et exigent la libération de sept de leurs camarades emprisonnés en Suède. Le gouvernement suédois accepte, et tous les passagers sont libérés, tandis que les quatre membres d'équipage, les pirates et les prisonniers mettent le cap sur Madrid. Arrivés en Espagne, les membres d'équipage retrouvent la liberté, tandis que les Croates sont emprisonnés. Ils seront libérés et expulsés vers le Paraguay deux ans plus tard.

## Déroulement des événements
Ces événements ont lieu seulement dix jours après la prise d'otages des Jeux olympiques de Munich qui s'est achevée sur un bain de sang, avec la mort de onze membres de la délégation israélienne, d'un policier ouest-allemand et de cinq terroristes palestiniens.

### Détournement vers Bulltofta
Le vol SAS 130, un DC-9, décolle de l'aéroport de Göteborg-Torslanda le vendredi 15 septembre à 16 h 35, avec à son bord 4 membres d'équipage et plus de 80 passagers. Peu après le décollage, un homme armé pénètre dans le cockpit et demande au pilote de se poser à Malmö-Bulltofta, moins de 300 km au sud de Göteborg. Dans le même temps, deux autres hommes tiennent en joue les passagers. L'avion atterrit à Malmö à 17 h 13.
Les trois pirates, Tomislav Rebrina, Rudolf Prskalo et Nikola Lisac, sont des indépendantistes croates, sympathisants du mouvement oustachi. Ils exigent la libération de sept de leurs camarades emprisonnés en Suède à la suite de deux actions terroristes menées en 1971 : la prise d'otages au consulat de Yougoslavie à Göteborg et l'assassinat de l'ambassadeur de Yougoslavie Vladimir Rolović. Ils menacent de faire exploser l'appareil si leurs exigences ne sont pas satisfaites.

### Négociations
Le ministre de la Justice Lennart Geijer, qui se trouvait en vacances à Ystad non loin de Malmö, se rend à Bulltofta pour négocier directement avec les pirates. Le reste du gouvernement se réunit en session extraordinaire à Stockholm. Dans la soirée, la décision de se plier aux exigences des pirates est prise. Les prisonniers croates sont extraits de leurs cellules et transportés vers Malmö dans des hélicoptères de l'armée de l'air. À 2 h 10 du matin le 16 septembre, les sept hommes sont arrivés à Bulltofta. Des pourparlers s'engagent alors entre les trois pirates de l'air d'une part et les sept prisonniers d'autre part, ces derniers voulant s'assurer qu'il ne s'agit pas d'un piège tendu par des sympathisants pro-yougoslaves, visant à les assassiner. L'un des sept prisonniers refuse de monter dans l'avion, préférant retourner en prison.
Pirates de l'air et autorités suédoises se mettent d'accord pour un échange otages contre prisonniers en deux étapes : trois prisonniers doivent tout d'abord monter dans l'avion en échange de 30 passagers, puis les trois autres prisonniers doivent à leur tour monter à bord, après quoi le reste des passagers sera libéré. Le premier échange se déroule comme prévu, mais une fois les six prisonniers à bord du DC-9, les pirates reviennent sur leur parole. Ils exigent à présent, avant de libérer le reste des passagers, que le plein de kérosène soit fait, et que leur soit remise une somme d'un million de couronnes. Pour les autorités suédoises, il est extrêmement difficile de réunir une telle somme en pleine nuit, et un compromis est trouvé pour une somme de 500 000 couronnes. Les passagers sont libérés, et le dernier à quitter l'appareil est chargé de remettre la somme aux pirates.

### Épilogue
Peu avant 9 h 0 le 16 septembre, le DC-9 décolle et met le cap vers l'Espagne. Se trouvent alors à bord les quatre membres d'équipage (pilote, copilote et deux hôtesses de l'air), les trois pirates et les six prisonniers libérés. Après l'atterrissage du DC-9 à Madrid, de nouveaux pourparlers ont lieu avec les autorités espagnoles. Les indépendantistes croates espèrent bénéficier de la bienveillance du régime de Franco, aux côtés duquel ils ont combattu pendant la Seconde Guerre mondiale. Mais en 1972, le franquisme vit ses dernières années, et est en quête de respectabilité. À 14 h 47, les pirates acceptent de se rendre, et les quatre derniers otages sont libérés sains et saufs. Les policiers espagnols qui inspectent l'appareil constatent qu'il n'y avait pas de bombe à bord, contrairement aux affirmations des pirates.

## Suites et conséquences
Les neuf Croates se retrouvent emprisonnés en Espagne, mais ils n'y seront jamais jugés. Les autorités espagnoles refusent leur extradition vers la Suède, malgré les demandes répétées de celle-ci. Deux ans plus tard, ils sont libérés et expulsés vers le Paraguay. Un seul d'entre eux, Miro Barešić, retournera en prison en Suède après avoir été arrêté aux États-Unis à la fin des années 1970. Finalement libéré en décembre 1987, il retournera au Paraguay, puis en Yougoslavie pour prendre part à la guerre d'indépendance croate.  Il est tué sur le front serbe en 1991, dans des circonstances demeurées mystérieuses : on parle d'un possible assassinat commandité par des chefs militaires croates – ses propres compagnons d'arme.
À la suite du détournement du vol SAS 130, la Suède se munit d'un nouvel arsenal législatif pour lutter contre le terrorisme : les lois sur le terrorisme (suédois : terroristlagen) sont votées en 1973. Très controversées, elles donnent à la police et à la Säpo des pouvoirs accrus notamment dans le domaine des écoutes et des perquisitions, et facilitent l'extradition des ressortissants étrangers.

### P3 dokumentär om kapardramat på Bulltofta
Le 1er juillet 2007, la station de radio suédoise P3 a diffusé un documentaire réalisé par Fredrik Johnsson sur le détournement du vol SK 130.
1. ↑  40:45 -  41:00 : Det är fredag den femtonde...
2. ↑  41:03 - 41:25 : Då var det normalt allting...
3. ↑  43:05 - 43:47 : Och så sa han...
4. ↑  41:25 - 42:13 : Och sen vaknar jag av att en...
5. ↑  44:50 - 44:55 : Flight SK 130 hade landat...
6. ↑  44:55 - 45:07 : Och snart stod det klart att...
7. ↑  44:15 - 44:19 : Ingen får närma sig...
8. ↑  46:38 - 46:50 : I kontrolltornet satt justitieminister...
9. ↑  49:50 - 50:03 : Ja vi skall till kanslihuset där...
10. ↑  51:46 - 51:56 : Jag bryter in, jag har just fått...
11. ↑  54:00 - 54:18 : För ett ögonblick sen...
12. ↑  54:23 - 54:45 : Och fortfarande vet man inte om internerna...
13. ↑  56:12 - 57:00 : Och kvart över tre på natten...
14. ↑  57:19 - 57:35 : Vi hade problem med dem där pengarna...
15. ↑  70:58 - 71:11 : Detta är alltså den...
16. ↑  61:56 - 62:05 : Kvar ombord finns...
17. ↑  64:41 - 65:23 : Det var till Spanien som Pavelić...
18. ↑  65:35 - 65:53 : Och klockan fjorton femtiosju...
19. ↑  67:22 - 67:25 : Det visade sig att kaparnas...
20. ↑  77:06 - 77:29 : Även om de kroatiska kaparna...
21. ↑  77:51 - 78:09 : Under 1977 och 78...
22. ↑  79:10 - 79:25 : Det skulle dröja till december 87...
23. ↑  80:30 - 80:42 : När kriget på Balkan utbröt...
24. ↑  82:18 - 82:56 : Barešić hade då en väldigt...
25. ↑  70:45 - 71:26 : Det så kallade terroristkommissionen...

### Autres références
1. ↑  (hr) J. Jović. Tomislav Rebrina je čovjek koji je otmicom zrakoplova potakao Bušića da učini isto. Slobodna Dalmacija. 26 juillet 2008.